# Roadwar 2000
Roadwar 2000 è un videogioco strategico a turni pubblicato nel 1986 per i computer Apple II e Commodore 64 e nel 1987 per Amiga, Apple IIGS, Atari ST e MS-DOS dalla Strategic Simulations. La StarCraft Inc. pubblicò anche conversioni per i computer giapponesi PC-88, PC-98 e Sharp X1, con il sottotitolo 爆走USA ("rombando negli USA"), mentre una versione in sviluppo per FM-7 rimase inedita. Il gioco si svolge negli Stati Uniti d'America in uno scenario post-apocalittico che ricorda i film di Mad Max, e mette il giocatore a capo di una banda di sopravvissuti che lotta sulle strade con armi leggere e veicoli civili. Fu seguito nel 1987 da Roadwar Europa, solo per una parte dei computer sopra citati.

## Trama
Nel 2000 il Nordamerica si trova in uno stato di devastazione in seguito a una guerra batteriologica e ad attacchi nucleari, e sul territorio si possono incontrare bande armate e mutanti. Una piccola banda di esperti combattenti di strada, inizialmente composta da otto membri su una sola automobile, cerca di sopravvivere e rinforzarsi. Quando la banda raggiunge una certa potenza e notorietà, ciò che resta del governo degli Stati Uniti li incarica di trovare otto scienziati dispersi e portarli a un laboratorio segreto, dove potranno trovare una cura all'epidemia che ha decimato la popolazione. La banda dovrà esplorare tutto il paese e sconfinare anche in Messico, Canada e Bahamas.

## Modalità di gioco
La schermata di gioco mostra una mappa del Nordamerica nei dintorni della posizione attuale della banda del giocatore. La mappa è composta da caselle ideali ampie circa 120 km e la banda si muove come una pedina unica nelle otto direzioni, tenendo conto di strade e tipi di terreno. Nelle versioni Amiga, Apple IIGS e Atari ST lo schermo è diviso verticalmente e sulla destra si vedono direttamente anche molte informazioni sullo stato della banda; si hanno inoltre quattro menù a tendina per i comandi particolari, mentre nelle altre versioni si utilizzano gli appositi tasti. Ogni spostamento o altra azione consuma ore del giorno. La mappa dell'intera area di gioco è disponibile solo su carta nelle edizioni originali.
Nel corso del gioco la banda può ampliarsi molto, ottenendo nuove reclute, veicoli e rifornimenti, trovandoli o sottraendoli con la forza. I veicoli possono essere di 19 modelli che vanno da moto a camion e mezzi da lavoro. Ciascuno ha molte caratteristiche relative a capienza, guida e combattimento, ulteriormente modificabili per ogni veicolo. I membri dell'equipaggio sono di 5 tipi corrispondenti a diversi gradi di addestramento. I rifornimenti ordinari sono cibo, gomme, armi, carburante e medicine.
Sul territorio si possono fare incontri con altri gruppi, ostili o meno, non visibili sulla mappa. Le città (120 in tutto) sono visibili e quando raggiunte vi si può mandare in esplorazione una selezione dei propri uomini, per cercare di capire chi la controlla. Soprattutto in città si possono fare ricerche di nuovi veicoli, persone e rifornimenti. Se si riescono a contattare agenti alleati si possono ottenere indizi. Gruppi di persone con diverse capacità possono offrirsi di unirsi alla banda. Ci sono anche personaggi speciali non disponibili all'inizio: medici, istruttori militari e politici (per le capacità diplomatiche). Occasionalmente si devono prendere decisioni particolari che influenzano il morale.
In caso di combattimento tra bande motorizzate si può scegliere anzitutto la disposizione di uomini e armi nei veicoli, automatica o manuale. Quindi si può scegliere tra combattimento calcolato in automatico oppure giocato in dettaglio dal giocatore. Nel secondo caso può essere veloce, con regole semplificate e impostazione di alcuni parametri, oppure tattico completo. Il combattimento tattico mostra ogni singolo veicolo su una mappa locale e si controlla a turno ogni mossa, con regole complesse per la guida e per fare fuoco con le armi dei passeggeri. Si possono anche speronare e abbordare i veicoli avversari. La sconfitta determina il game over, la vittoria permette di impadronirsi di nuovi veicoli, rifornimenti, persone e ottenere promozioni per le persone esistenti. Ogni vittoria in modalità tattica aumenta anche di uno il numero massimo di veicoli consentito, che può arrivare da 6 a 15.
C'è la possibilità di salvare la partita, la cui durata totale per arrivare al completamento del gioco è stimata in oltre 50 ore.